# Ємен на літніх Олімпійських іграх 1992
Ємен брав участь у Літніх Олімпійських іграх 1992 року у Барселоні (Іспанія) уперше за свою історію як єдину державу, але не завоював жодної медалі. Країну представляли 5 дзюдоїстів і 3 легкоатлета.

## Легка атлетика
Спортсменів — 3
Чоловіки
| Спортсмен         | Вид     | Забіг     | Забіг | Півфінал   | Півфінал   | Фінал      | Фінал      |
| Спортсмен         | Вид     | Результат | Місце | Результат  | Місце      | Результат  | Місце      |
| ----------------- | ------- | --------- | ----- | ---------- | ---------- | ---------- | ---------- |
| Анвар Мохамед     | 800 м   | 1.52,71   | 7     | Не пройшов | Не пройшов | Не пройшов | Не пройшов |
| Авад Салах Нассер | 1500 м  | 3.51,89   | 11    | Не пройшов | Не пройшов | Не пройшов | Не пройшов |
| Халід Аль-Есташ   | 10000 м | 30.49,58  | 26    | Не пройшов | Не пройшов | Не пройшов | Не пройшов |

## Дзюдо
Спортсменів — 5
Чоловіки
| Спортсмен          | Категорія | 1/32               | 1/16                               | 1/8                | 1/4                | 1/2                | 1-й доп. Раунд     | Потішить. Чверть-фінал | Потішить. Напів-фінал | За 3 місце         | Фінал              |                 |
| Спортсмен          | Категорія | Суперник Результат | Суперник Результат                 | Суперник Результат | Суперник Результат | Суперник Результат | Суперник Результат | Суперник Результат     | Суперник Результат    | Суперник Результат | Суперник Результат |                 |
| ------------------ | --------- | ------------------ | ---------------------------------- | ------------------ | ------------------ | ------------------ | ------------------ | ---------------------- | --------------------- | ------------------ | ------------------ | --------------- |
| Салах Аль-Хумайді  | До 60 кг  | -                  | Філіп Прайдамоль пор іпон          | Закінчив виступ    | Закінчив виступ    | Закінчив виступ    | Закінчив виступ    | Закінчив виступ        | Закінчив виступ       | Закінчив виступ    | Закінчив виступ    |                 |
| Махмуд Аль-Сораї   | До 65 кг  | -                  | Сандіп Біала пор іпон              | Закінчив виступ    | Закінчив виступ    | Закінчив виступ    | Закінчив виступ    | Закінчив виступ        | Закінчив виступ       | Закінчив виступ    | Закінчив виступ    |                 |
| Мохамед Аль-Джалал | До 71 кг  | -                  | Хуан Варгас пор іпон               | Закінчив виступ    | Закінчив виступ    | Закінчив виступ    | Закінчив виступ    | Закінчив виступ        | Закінчив виступ       | Закінчив виступ    | Закінчив виступ    | Закінчив виступ |
| Ахмед Аль-Шіех     | До 78 кг  | -                  | Даваасамбууджюн Дорджубат пор іпон | Закінчив виступ    | Закінчив виступ    | Закінчив виступ    | Закінчив виступ    | Закінчив виступ        | Закінчив виступ       | Закінчив виступ    | Закінчив виступ    |                 |
| Яхья Муфарріх      | До 86 кг  | -                  | Нікола Філіпов пор іпон            | Закінчив виступ    | Закінчив виступ    | Закінчив виступ    | Закінчив виступ    | Закінчив виступ        | Закінчив виступ       | Закінчив виступ    | Закінчив виступ    |                 |